# ارتش سرخ: پارتیزان‌ها
ارتش سرخ: پارتیزان‌ها (به انگلیسی: Red Faction: Guerrilla) یک بازی ویدئویی تیراندازی سوم شخص جهان‌آزاد است که توسط شرکت وولیشن ساخته و توسط تی‌اچ‌کیو منتشر شده‌است. بازی در ژوئن ۲۰۰۹ برای ایکس‌باکس ۳۶۰ و پلی‌استیشن ۳ و در سپتامبر ۲۰۰۹ برای ویندوز منتشر گردید. پارتیزان‌ها نسخهٔ سوم از سری ارتش سرخ است.
| گردآورنده  | امتیاز                                 |
| ---------- | -------------------------------------- |
| گیم‌رنکینگز | (PS3) 86.73% (X360) 85.33% (PC) 82.45% |
| متاکریتیک  | (PS3) 85/100 (X360) 85/100 (PC) 82/100 |

| ناشر      | امتیاز |
| --------- | ------ |
| وان‌آپ.کام | A-     |
| گیم‌اسپات  | 8.5/10 |
| گیم‌تریلرز | 7.9/10 |
| آی‌جی‌ان    | 8/10   |
| ایکس پلی  | [ ۱۲ ] |

در این بازی بازیکن در نقش یک پارتیزان با نام Alec Mason ظاهر می‌شود که با کمک گروه «ارتش سرخ» (Red Faction) قصد براندازی و برهم ریختن نیروی دفاعی کره زمین بر روی مریخ را دارند. بازی در ژانر اکشن سوم شخص ساخته شده‌است و بر خلاف دو نسخه پیشین بازی که اول شخص شلیک کننده بود، نو آوری منحصر خود را داشته‌است. گرافیک عالی بازی در کنار داستان مهیجش از ویژگی‌های خوب آن است و بازی توانسته نمره عالی منتقدان را از سایتهای مطرح نقد بازی دنیا از آن خود کند.